# Мирамистин
Мирамисти́н (лат. miramistin, myramistin) — лекарственное средство с недоказанной эффективностью. Производителем позиционируется как антисептик.
Слепые плацебо-контролируемые испытания
препарата не проводились. Препарата нет в рекомендациях
Всемирной организации здравоохранения для лечения каких-либо заболеваний.
Он не одобрен FDA
и Европейским агентством лекарственных средств.
На территории Европы, США, Канады, Великобритании и Израиля использование препарата запрещено в связи с отсутствием слепых плацебо-контролируемых испытаний препарата.
Павел Воробьев, заместитель председателя Формулярного комитета РАМН, который известен тем, что разоблачает препараты с недоказанным действием, причисляет к ним и Мирамистин.

21 июля 2025 года в России приостановили деятельность производителя «Мирамистина». По решению суда, под запрет попала работа 164 медпредставителей компании «Инфамед», сообщил адвокат собственников Рубен Маркарьян.

## Общая информация
По заявлениям производителя, Мирамистин обладает бактерицидным действием в отношении различных видов аэробных и анаэробных бактерий, причём как в виде монокультур, так и микробных ассоциаций, включая госпитальные штаммы с полирезистентностью к антибиотикам. При наружном использовании мирамистин не всасывается через кожу и слизистые оболочки. На сегодняшний день препарат применяется в различных областях медицины, включая хирургию, стоматологию, травматологию, дерматологию, венерологию и др. Учитывая концентрацию раствора, мирамистин может использоваться как безопасное антисептическое средство для детей.

## Свойства
По физическим свойствам — это бесцветная прозрачная жидкость, пенящаяся при встряхивании. Активное вещество препарата — бензилдиметил [3-(миристоиламино)пропил] аммоний хлорид моногидрат, вспомогательное вещество — очищенная вода. Концентрация раствора для местного применения — 0,01 %.

## История создания
Разработки препарата начались в 1980-е годы, когда в рамках советской программы «Космические биотехнологии» начались масштабные научные исследования по созданию антисептического препарата для космонавтов орбитальных станций. Задача оказалась невероятно сложной. Новый препарат, учитывая замкнутое пространство и высокую температуру в отсеках орбитальной станции, должен был эффективно бороться с различными видами бактерий, вирусов и грибков и при этом оставаться безопасным для человека при длительном многократном применении.
Появилось и ещё одно важное условие: новый препарат должен быть также эффективен в отношении штаммов бактерий, резистентных к антибиотикам. Работы по созданию лекарства шли в рамках национальной космической программы. В ходе длительных экспериментов учёные-химики ведущих НИИ страны синтезировали тысячи соединений, пока не остановились на определённом веществе. Именно оно через несколько лет получило применение под названием мирамистин. Первичное изучение микробиологической активности препарата проводилось в Крыму, на кафедре микробиологии и вирусологии Крымского государственного медицинского университета им. С. И. Георгиевского.
Доклинические исследования препарата, который тогда назывался БХ-14, так же, как и все работы по поиску нового вещества, проводились под руководством известного российского учёного-микробиолога, автора большого количества научных трудов и учебников по микробиологии, академика РАМН, профессора Юрия Кривошеина, совместно с к. х. н. Адолиной Рудько.
К середине 1980-х годов препарат уже прошёл доклинические испытания и был готов к клиническому применению на людях. Началу апробации лекарственного средства в значительной мере способствовало проведение Олимпиады в Москве. К этому времени исследования показали, что БХ-14 эффективно борется с инфекциями, передающимися половым путём. Разрешение «форсировать» клинические исследования препарата прямо перед Олимпиадой принял лично тогдашний министр здравоохранения Борис Петровский. Позже были проведены дополнительные полномасштабные исследования препарата по всей стране.
Изменение клинической картины в 1982 году относительно лечения некоторых заболеваний, вызванных микробами, расширило «линейку» применения препарата: мирамистин использовался для местной терапии патологических состояний ЛОР-органов, для лечения герпеса различных типов, а также в комбустиологии, акушерстве и гинекологии.
Началом нового этапа существования препарата стал 1991 год — время официальной регистрации лекарства. Изначально препарат выпускается под названием «Инфасепт», которое немногим позже было заменено на современный вариант — мирамистин.
Нужно отметить, что действие препарата изучалось в различных НИИ в России, среди которых — Институт вирусологии им. Д. И. Ивановского РАМН, Московская медицинская академия им. И. М. Сеченова, НИИ СП им. Н. В. Склифосовского и другие, которые дали положительную оценку эффективности мирамистина относительно ВПГ, венерических заболеваний и ВИЧ. На основании полученных исследовательских материалов, которые были представлены Фармакологическому комитету МЗ, получено разрешение на проведение клинических испытаний мирамистина (раствора 0,01 %) как местного средства для проведения индивидуальной профилактики венерических заболеваний у людей. В то же время в пяти ведущих дерматовенерологических центрах проведены испытания, показавшие оптимальный уровень профилактической эффективности препарата. Именно поэтому индивидуальное использование мирамистина для профилактики и лечения венерических болезней было разрешено приказом Министерства здравоохранения № 139 от 31 мая 1991 года. Первая партия препарата была запущена в производство уже в 1993 году на базе аптеки медицинского центра Управления делами Президента России.
В 1994—1999 годах проводятся разносторонние исследования мирамистина в различных областях: отоларингологии, акушерстве и гинекологии, комбустиологии, гастроэнтерологии. К примеру, можно отметить, что воспалительные процессы околоносовых пазух составляют внушительную долю всех ЛОР-заболеваний (почти 36 %). Именно поэтому было проведено изучение активности препарата при различных формах синуситов (этмоидита, гайморита), что подтвердило положительный эффект использования 0,01%-го раствора мирамистина в сравнении с обычными антисептиками. Местом клинических испытаний стали кафедры Крымского государственного медицинского университета и Курского государственного медицинского университета, после чего результаты исследований представлены на городском научно-практическом семинаре в НИИ скорой помощи им. Н. В. Склифосовского.
1990-е годы ознаменовались новым этапом «продвижения» мирамистина в такой важной области, как акушерство и гинекология. В результате проведённых исследований выявлена высокая степень антимикробной активности препарата относительно анаэробной флоры, что способствовало скорейшему клиническому выздоровлению пациенток. В это же время о перспективных методиках применения лечебного средства в комбустиологии заговорили в своих научных работах профессор С. В. Смирнов, профессора Л. П. Логинов и М. В. Шахламов. На базе Научно-исследовательского института скорой помощи им. Н. В. Склифосовского при помощи мирамистина проводилась профилактика нагноений ожоговых ран различной степени и площади поражения на ранних сроках после травмы. После применения препарата у большинства пациентов с ожогами 1—2 степени удалось добиться заживления первичным натяжением за неделю (7/9 дней) с момента получения ожога. Применение мирамистина позволяло предупреждать гнойное расплавление кожных лоскутов, улучшать общее состояние больных и снижать степень интоксикации.

## Фармакологическое действие
Мирамистин содержит четвертичный аммониевый катион, антисептическое действие которого хорошо изучено. Мирамистин обладает антимикробным действием, при местном применении не всасывается через слизистые оболочки и кожу. Препарат активен против госпитальных штаммов, в том числе резистентных к антибиотикам. Мирамистин имеет свойства катионного детергента и взаимодействует с липидным слоем мембран микроорганизмов, вызывая их разрушение и увеличивая проницаемость, что, в конечном счёте, индуцирует цитолиз. Препарат обладает выраженным бактерицидным действием в отношении аэробных и анаэробных бактерий, грамположительных (Staphylococcus spp., Streptococcus spp., Streptococcus pneumoniae, Bacillus subtilis, Bacillus anthracoides) и грамотрицательных организмов (Neisseria spp., Shigella spp., Pseudomonas aeruginosa, Escherichia coli, Klebsiella spp., Salmonella spp., Vibrio spp.), как в виде монокультур, так и в виде ассоциаций (синегнойная палочка и стафилококк, эшерихии и стафилококки), включая госпитальные штаммы, обладающие полирезистентностью к антибиотикам.
Мирамистин оказывает противогрибковое действие на аскомицеты рода Aspergillus и рода Penicillium, дрожжевые (Rhodotorula rubra, Torulopsis gabrata и т. д.) и дрожжеподобные грибы (Candida albicans, Candida tropicalis, Candida krusei, Pityrosporum orbiculare (Malassezia furfur) и т. д.), дерматофиты (Trichophyton rubrum, Trichophyton mentagrophytes, Trichophyton verrucosum, Trichophyton schoenleini, Trichophyton violacent, Epidermophyton Kaufman-Wolf, Epidermophyton floccosum, Microsporum gypseum, Microsporum canis, т. д.), а также на другие патогенные грибы, в виде монокультур и микробных ассоциаций, включая грибковую микрофлору с резистентностью к химиотерапевтическим препаратам.
Следует также отметить, что мирамистин обладает противовирусным действием, активен в отношении сложноустроенных вирусов (вирусы герпеса, вирус иммунодефицита человека и др.) и действует на возбудителей заболеваний, передающихся половым путём (Chlamydia spp., Treponema spp., Trichomonas vaginalis, Neisseria gonorrhoeae).
Препарат усиливает функциональную активность иммунных клеток, стимулируя местный (неспецифический) иммунитет, ускоряет процесс заживления ран, снижая при этом резистентность патогенных микроорганизмов к антибактериальной терапии. Стимулирует защитные реакции в месте применения за счёт активации поглотительной и переваривающей функции фагоцитов, потенцирует активность моноцитарно-макрофагальной системы. Обладает выраженной гиперосмолярной активностью, вследствие чего купирует раневое и перифокальное воспаление, абсорбирует гнойный экссудат, способствуя формированию сухого струпа. Не повреждает грануляции и жизнеспособные клетки кожи, не угнетает краевую эпителизацию.
Не обладает местно-раздражающим действием и аллергизирующими свойствами.
В результате иммунологического исследования заведующего кафедрой, д. м. н., профессора Аванесова А. М. и Калантарова Г. К. в группе исследуемых с диагнозом ХГКГ выявлено, что мирамистин способствует восстановлению основных параметров местного иммунитета и взаимосвязей между клеточными и гуморальными механизмами защиты полости рта.

## Показания к применению
Хирургия, травматология: профилактика нагноений и лечение гнойных ран. Лечение гнойно-воспалительных процессов опорно-двигательного аппарата.
Комбустиология: лечение поверхностных и глубоких ожогов II и IIIA степени, подготовка ожоговых ран к дерматопластике.
Дерматология: лечение и профилактика пиодермий и дерматомикозов, кандидозов кожи и слизистых оболочек, микозов стоп.
Оториноларингология: комплексное лечение острых и хронических отитов, гайморитов, тонзиллитов, ларингитов.
Стоматология: лечение и профилактика инфекционно-воспалительных заболеваний полости рта: стоматитов, гингивитов, пародонтитов, периодонтитов. Гигиеническая обработка съёмных протезов.
Акушерство-гинекология: профилактика и лечение нагноений послеродовых травм, ран промежности и влагалища, послеродовых инфекций, воспалительных заболеваний (вульвовагинит, эндометрит).
Урология: комплексное лечение острых и хронических уретритов и уретропростатитов специфической (хламидиоз, трихомониаз, гонорея) и неспецифической природы.
Венерология: индивидуальная профилактика заболеваний, передаваемых половым путём (сифилис, гонорея, хламидиоз, трихомониаз, генитальный герпес, генитальный кандидоз и др.).
Пульмонология: возможно интратрахеальное введение мирамистина для лечения бронхитов и бронхопневмоний, для местного лечения гнойно-деструктивных заболеваний лёгких; возможно применение мирамистина эндобронхиально и внутрикавернозно в сочетании с противотуберкулёзными препаратами для пациентов с деструктивным туберкулёзом лёгких, вызванным штаммами туберкулёзной микобактерии с множественной лекарственной устойчивостью.

## Противопоказания
Индивидуальная непереносимость препарата.

## Применение при беременности
Поскольку резорбция препарата практически отсутствует, разрешается применение мирамистина в период беременности или кормления грудью.

## Побочные эффекты
В отдельных случаях возможно кратковременное ощущение жжения, исчезающее самостоятельно через 15—20 секунд и не требующее отмены препарата. При повышенной чувствительности к мирамистину могут возникать явления местного раздражения кожи: зуд, гиперемия, ощущение жжения, сухость кожи.

## Критика
Мирамистин содержит четвертичный аммониевый катион, антисептическое действие и безопасность которого хорошо и всесторонне изучено. Тем не менее, существуют мнения о недостаточной доказательной базе препаратов, при отсутствии исследований, выполненных с применением двойного слепого рандомизированного плацебо-контролируемого метода. Министерство здравоохранения завершило и зарегистрировало в государственном реестре лишь одно клиническое испытание препарата. Касается оно безопасности применения мирамистина в качестве вагинальных суппозиториев (так называемых свечей — лекарственной формы, твёрдой во внешней среде и плавящейся при температуре тела). Исследование не было рандомизированным и не было слепым, то есть врачи знали, кому какой препарат давали, и могли случайно или сознательно повлиять на результат.

## Аналогичные препараты
Структурным аналогом мирамистина является окомистин (глазные капли, действующее вещество — бензилдиметил[3-(миристоиламино)пропил]аммоний хлорид
моногидрат), функциональные аналоги — октенисепт (октенидина дигидрохлорид и феноксиэтанол) и хлоргексидин.
Мирамистин в сравнении с хлоргексидином является более щадящим препаратом и применяется шире, в том числе у грудных детей.